# Emmericia patula
Emmericia patula is een slakkensoort uit de familie van de Emmericiidae. De wetenschappelijke naam van de soort is voor het eerst geldig gepubliceerd in 1838 door Brumati.